# 2000 DK16
2000 DK16 är en asteroid i huvudbältet som upptäcktes den 29 februari 2000 av den kroatiska astronomen Korado Korlević vid Višnjan-observatoriet.
Asteroiden har en diameter på ungefär 4 kilometer.